# Вамек I Дадіані
Вамек I Дадіані (груз. ვამეყ I დადიანი; д/н — 1396) — еріставі Одіши (Мегрелії) у 1384—1396 роках.

## Життєпис
Старший син Георгія II, еріставі Одіши, й Русудан. 1384 року спадкував батьківський титул та область Одішу. Його брат Кахабер отримав Гурію. Отримав підтвердження свого статусу від грузинського царя Баграта V. Згодом призначається на посаду мандатурт-ухуцеса («верховного розпорядника»).
У 1386—1387 роках допомагав цареві у протистоянні чагатайському аміру Тимуру. В цей час повстав нащадок західногрузинських царів Олександр, що оголосив себе володарем Імереті. Вамек I не визнав його титулу, почавши боротьбу. 1389 року Олександр помирає, а його нащадок Георгій зрікся царського титулу, визнав зверхність Баграта V, отримавши титул еріставі Імереті.
1390 року Вамек I виступив проти Георгія, еріставі Імереті, що повстав проти Баграта V. також між ними почалася боротьба за Абхазьку церкву, де спочатку перевагу мав Георгій. 1392 року у вирішальній битві Вамех I завдав поразки останньому, де той загинув. За цим сприяв відновленню влади царя Баграта V в Імереті. Невдовзі зумів розширити свій вплив на Джахетію.
Згідно напису в монастирі з Хобі Вамек I очолив переможний похід проти зіхів, захопивши фортеці Гагарі і Угагі. Звідти він вивіз велику кількість мармурових колон, капітелей і фрагментів амвона. Ці частини кам'яної кладки, деякі з яких мали візантійське походження і датувалися V століттям, були використані для будівництва каплиці батьків Вамека I в монастирі Хобі. Вамек I був також покровителем іншого великого храму — собору Христа Спасителя в Цаленджісі (резиденції Вамека I), який було розписано фресками візантійським художником Киром Мануїлом Євгеніком.
Помер Вамек I Дадіані у 1396 році. Йому спадковував син Мамія II.